# Vera Carmi
Vera Carmi (eigentlich Virginia Doglioli; * 23. November 1914 in Turin; † 6. September 1969 in Rom) war eine italienische Schauspielerin.

## Leben
Carmi begann ihre schauspielerische Karriere im Theater ihrer Heimatstadt und zog 1940 nach Rom, wo sie von Ferdinando Maria Poggioli für den Film entdeckt wurde. Schnell stieg sie zu einem der begehrtesten weiblichen Stars Italiens auf, die in zahlreichen Dramen ihre smaragdgrünen Augen und blonden, elegante Erscheinung, die aber auch Gefühlskälte und Distanziertheit ausdrücken konnte, während der Kriegszeit einsetzen konnte. Dabei ließen ihre sanfte Schönheit und Vornehmheit sie älter wirken, als sie tatsächlich war. Filme wie Villa da vendere und La fortuna viene dal cielo, beide in einem in Cinecittà aufgebauten „Ungarn“ spielend, zeigen dies ebenso wie die gelobten Werke Una volta alla settimana, Il fidanzato di mia moglie und Giorni felice. Nach dem Zweiten Weltkrieg hatte sie (neben Durchschnittsware) weniger Gelegenheiten, bedeutendere Charaktere mit psychologischer Einsicht zu erfüllen: die ehrgeizige und intrigante Bürgerdame in Die Note des Signor Travet, die bösartige Kollaboratorin in O sole mio (beide 1946), die verhängnisvoll Liebende in Tempesta d'anime, die feinfühlige und einsame Witwe in Ein Sonntag im August und die zuvorkommende Mutter in Freunde fürs Leben 1955.
Beim Theater spielte Carmi zunächst für Dina Galli/Odoardo Spadaro und war 1943 in der Besetzungsliste von Ritorna Za-Bum sowie im Jahr darauf bei dessen Nachfolger Sai che ti dico?. Ihre einzige Revue spielte sie 1948 in Garinei und Giovanninis Al Grand Hotel neben Wanda Osiris, Enrico Viarisio und Dolores Palumbo. Mit Eduardo De Filippo trat sie 1949 bis 1951 in zahlreichen Komödien auf und unterschrieb 1952 einen Vertrag beim „Teatro Atena“ in Rom.
Mitte und Ende der 1950er Jahre nahm sie gelegentlich an Hörspielen teil. Zu Beginn ihrer Karriere nutzte Carmi, die nur 54 Jahre alt wurde, auch das Pseudonym Vera Del Monte.

## Filmografie (Auswahl)
- 1940: Liebesfreud – Liebesleid (Addio, giovinezza!)
- 1946: Die Nöte des Signor Travet (Le miserie del Signor Travet)
- 1947: Wie ich den Krieg verlor (Come persi la guerra)
- 1948: Kutsche Nr. 13 (Il fiacre n. 13)
- 1950: Ein Sonntag im August (Domenica d'agosto)
- 1953: Die Blinde von Sorrent (La cieca di Sorrento)
- 1955: Freunde fürs Leben (Amici per la pelle)
- 1957: I miliardari